# François Denis
François Denis (Saint-Nazaire, 14 maggio 1964) è un ex calciatore francese, di ruolo difensore.

## Carriera

### Club
Denis giocò nel Brest, per poi passare al Redon. Nel 1987, fu messo sotto contratto dal Rennes. Fu schierato in campo come centrale di difesa con buona regolarità, nei successivi dieci anni. Nel campionato 1996-1997, il suo spazio diminuì a causa dell'ascesa di Saliou Lassissi. Chiuse la carriera al Le Mans.